# Benton Harbor
Benton Harbor ist eine Stadt im Berrien County des Bundesstaats Michigan in den Vereinigten Staaten. Das U.S. Census Bureau hat bei der Volkszählung 2020 eine Einwohnerzahl von 9103 ermittelt.

## Geografie

### Geografische Lage
Benton Harbor liegt am Südostufer des Lake Michigan an der Mündung des St. Joseph River. Gegenüber von Benton Harbor liegt Chicago. Das Stadtgebiet erstreckt sich über eine Fläche von 11,6 km², die sich aus 11,4 km² Land- und 0,2 km² Wasserfläche zusammensetzt. Am gegenüberliegenden Ufer des Flusses liegt die Stadt St. Joseph. Die beiden Städte sind somit Zwillingsstädte.

### Nachbargemeinden
Neben der Stadt St. Joseph liegen in der Nachbarschaft von Benton Harbor die beiden gemeindefreien Gebiete Fair Plain und Benton Heights.

## Geschichte

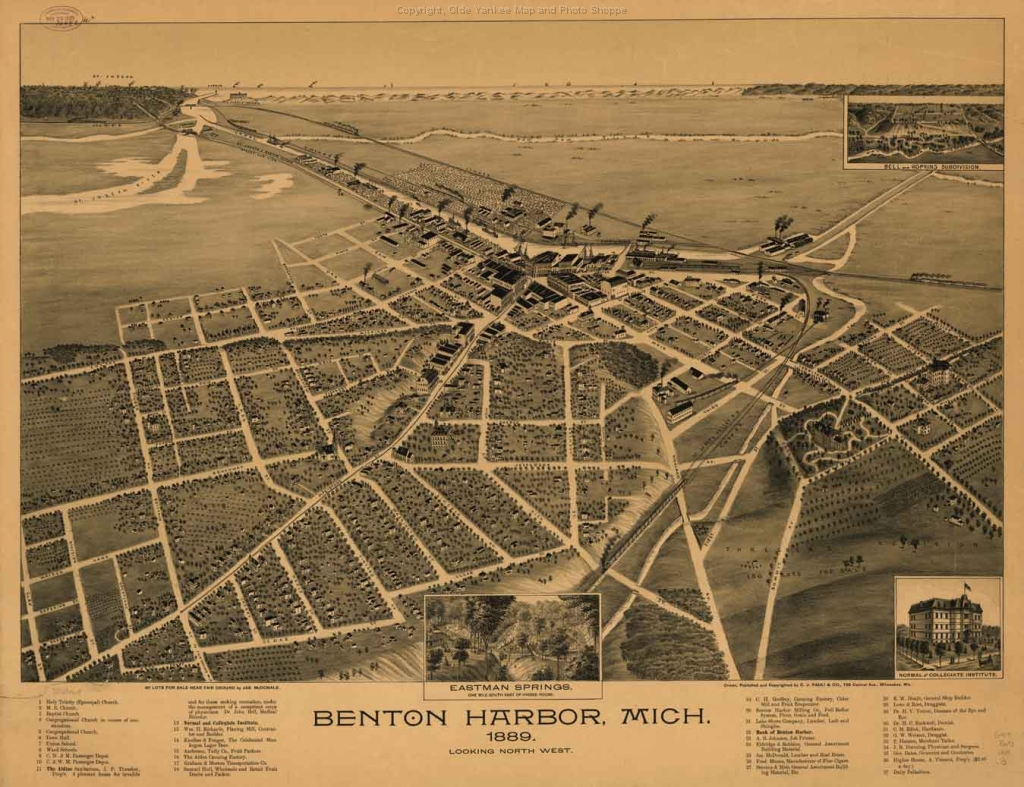
Benton Harbor 1889

1836 kaufte Eleazar Morton 65 ha Land in der Gemeinde von Benton und baute dort für seine Familie ein Blockhaus. Das Gebiet des heutigen Benton Harbor bestand zu dieser Zeit größtenteils aus Sumpfland. Morton und sein Sohn Henry bauten Obstbäume an und versorgten die Familie durch den Verkauf der Früchte. 1849 zogen sie in ein neues Haus, das heute noch existiert. Zum Transport seiner Waren baute Henry C. Morton zusammen mit Sterne Brunson und Charles Hull einen rund zwei Kilometer langen Kanal vom nahegelegenen St. Joseph River zu seiner Plantage. 1860 wurde der Ort Brunson Harbor gegründet und 1862 wurde der Kanal eröffnet. 1865 wurde der Ort in Benton Harbor umbenannt und 1866 offiziell als Siedlung anerkannt. Durch den Kanal war Benton Harbor zu einem Hafen geworden und in den 1870er-Jahren wurden hier über 300.000 Obstkisten pro Jahr umgeschlagen. Die Siedlung wuchs in den folgenden Jahren schnell und erhielt 1891 die Stadtrechte. 1903 wurde die Religionsgemeinschaft House of David von Benjamin und Mary Purnell gegründet, die einen Vergnügungspark und ein Baseballteam unterhielten. Beide wurden in den USA landesweit bekannt und lockten vielen Touristen nach Benton Harbor.
1905 wurde die Benton Harbor Development Company gegründet, deren Ziel es war, durch Bereitstellung von Land und finanziellen Hilfen Industrieunternehmen in der Stadt anzusiedeln. Während der Goldenen Zwanziger Jahre des 20. Jahrhunderts boomte die Wirtschaft der Stadt.
Anfang der 1960er-Jahre begannen Industrie und Einwohner aus Benton Harbor abzuwandern. Der Prozess der Suburbanisierung der weißen Mittelschicht, der auch andere Industriestädte wie Detroit, St. Louis oder Cincinnati betraf und als white flight bekannt ist, traf Benton Harbor besonders hart: Die Stadt verlor von 1960 bis 2010 fast die Hälfte ihrer Einwohner; es blieben fast ausschließlich ärmere Afroamerikaner (Beim Census 2000 lebten in der Stadt 92,4 % Afroamerikaner, 2010 89,4 %). Dieser Rückgang setzte sich fort, bis er in den späten 1980er-Jahren seinen Höhepunkt erreichte. Erst 1986 wurde die Regierung von Michigan auf die Probleme der Stadt aufmerksam und wies sie als Enterprise Zone aus. Dieses Programm bot zahlreiche Anreize für Unternehmen und markierte den Anfang einer Erneuerung von Benton Harbor.

### Unruhen
Benton Harbor hatte in seiner jüngeren Geschichte zweimal mit größeren und dreimal mit kleineren Unruhen zu kämpfen.
Am 30. August 1966 brachen nach einer tödlichen Schießerei sechstägige Unruhen aus. Erst durch die Entsendung von Truppen der Michigan National Guard durch Gouverneur George W. Romney konnten die Unruhen beendet werden.
Im Juni 2003 randalierte ein kleiner Teil der Bevölkerung, nachdem der Schwarze Terrance Shurn mit seinem Motorrad gegen eine Hauswand fuhr und starb, als er von einem Polizisten gejagt wurde. Fünf Häuser wurden während der Unruhen in Brand gesetzt und erst der Einsatz von etwa 300 Staatspolizisten und weiteren Beamten aus den Nachbargemeinden konnte die Situation beruhigen.
In den Jahren 1960, 1967 und 1990 hatte die Stadt ebenfalls mit kleineren Unruhen zu kämpfen.

## Politik
Die Stadtregierung von Benton Harbor besteht einerseits aus dem gewählten Gemeinderat, dem der Bürgermeister vorsteht und andererseits aus dem sogenannten Town Manager.
Der Gemeinderat erlässt Verordnungen, legt Steuern fest, verwaltet den Gemeindeetat und kümmert sich um die langfristige Stadtentwicklung. Der Town Manager, der vom Gemeinderat bestimmt wird, kümmert sich um das Tagesgeschäft und sorgt für die Ausführung der Verordnungen und Gesetze. Er kann dem Gemeinderat Verordnungen vorschlagen, der diese Vorschläge aufgreifen, verändern oder ganz verwerfen kann. Der Town Manager ist dem Gemeinderat verantwortlich.

## Kultur und Sehenswürdigkeiten

### Bauwerke
Besondere Gebäude in Benton Harbor sind das 1910 erbaute Shiloh Haus, das zunächst als Sitz der Stadtregierung und später als Männerwohnheim der Glaubensgemeinschaft House of David diente sowie das Morton Haus, das 1849 von dem Stadtvater Eleazar Morton erbaut wurde und heute das Museum Sarett Nature Center beherbergt.

### Sport
Am 6. September 1920 verteidigte Jack Dempsey seinen Schwergewichtstitel im Boxen gegen Billy Miske.
Im November 2006 wurden in der Stadt einige Spiele des American Basketball Association Teams Twin City Ballers ausgetragen. Aufgrund geringen Zuschauerinteresses wurde Benton Harbor als Austragungsort wieder aufgegeben.

## Wirtschaft und Infrastruktur

### Verkehr

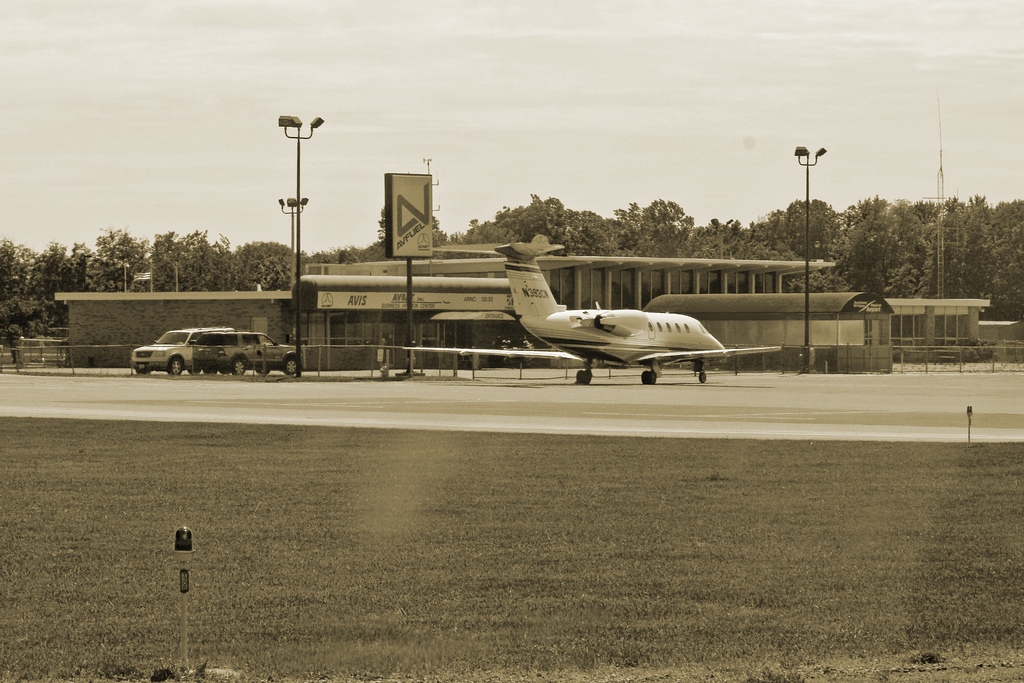
Southwest Michigan Regional Airport (2006)

Benton Harbor liegt im Einzugsgebiet verschiedener Highways. Darunter die I-94, I-196 und der US 31. Des Weiteren verfügt die Stadt über einen Bahnhof der Eisenbahngesellschaft Amtrak, der täglich von der Linie Pere Marquette passenger train bedient wird.
Benton Harbor und St. Joseph gehört außerdem der 1940 eröffnete Regionalflughafen Southwest Michigan Regional Airport.
Beide Städte besitzen des Weiteren kommerzielle Häfen, in denen auf den Great Lakes verkehrende Frachtschiffe anlegen.

### Medien
Die örtliche Zeitung ist der Herald-Palladium. Im Stadtgebiet sind verschiedene Radiostationen sowie die Fernsehstationen von Chicago empfangbar.

### Bildung
Benton Harbor gehört zum Berrien County Intermediate School District. Dieser Schulbezirk verwaltet in Benton Harbor und den umliegenden Gemeinden eine High School, sieben Elementary Schools und zwei Middle Schools. Der derzeitige Präsident (Stand 2021) des Schulbezirks ist Robin K. Marcrum. Vor der Zusammenlegung in der Mitte der 1960er-Jahre verfügten die umliegenden Gemeinden über eigene Schulbezirke.
Neben den Schulen des konventionellen amerikanischen Schulsystems existieren im Schulbezirk von Berrien County die Charter Schools Benton Harbor Charter School, Countryside Academy und Mildred C. Wells Academy.
Des Weiteren verfügt Benton Harbor über die Benton Harbor Public Library.

## Persönlichkeiten

### Söhne und Töchter der Stadt
- Robert L. Van Antwerp (* 1950), Generalleutnant der United States Army
- Samuel William Becker (1894–1964), Dermatologe
- Bobo Brazil (1924–1998), Wrestler
- Wilson Chandler (* 1987), Basketballspieler
- Gene Harris (1933–2000), Jazzpianist
- Ernie Hudson (* 1945), Schauspieler
- Charles Willard Moore (1925–1993), Architekt
- Sinbad (* 1956), Entertainer
- Chet Walker (1940–2024), Basketballspieler
- Robert Whaley (* 1982), Basketballspieler[6]

### Persönlichkeiten, die vor Ort gewirkt haben
- Wally Weber (1903–1984), US-amerikanischer Footballtrainer[7]